# جزيرة بونغونغ الصغرى
جزيرة بونغونغ الصغرى وهي جزيرة من جزر إندونيسيا، وتقع في إقليم كالمنتان الشرقية.